# Agathon (mythologie)
Pour les articles homonymes, voir Agathon.
Dans la mythologie grecque, Agathon (en grec ancien Ἀγάθων / Agáthôn) est un des fils de Priam, roi de Troie.
Dans l’Iliade, il est cité avec d'autres de ses frères au chant XXIV, quand son père leur reproche de ne pas être mort à la place de Hector, blâmant leur lâcheté. Toujours selon Homère, Agathon mit beaucoup d'ardeur pour soustraire le corps de son frère Hector des mains d'Achille, après avoir été terrassé.